# Konstrukcja Kochańskiego

Wzorowana na oryginalnym rysunku Kochańskiego z Acta Eruditorum ilustracja jego przybliżonej rektyfikacji okręgu

Konstrukcja Kochańskiego – przybliżona metoda rektyfikacji okręgu, czyli wykreślenia odcinka o długości równej połowie obwodu danego okręgu zaproponowana w 1685 roku przez polskiego matematyka Adama Adamandego Kochańskiego. Pozwala na przybliżone wykreślenie odcinka {\displaystyle \pi } razy dłuższego niż dany odcinek.

## Opis konstrukcji
- Kreślimy okrąg o środku w punkcie {\displaystyle P_{1}} i promieniu {\displaystyle r.}
- Kreślimy średnicę okręgu {\displaystyle {\overline {P_{2}P_{3}}}.}
- Kreślimy styczną do okręgu w punkcie {\displaystyle P_{2}.}
- Kreślimy okrąg (łuk okręgu) o środku w punkcie {\displaystyle P_{2}} i promieniu {\displaystyle r.} Punkt przecięcia (jeden z dwóch możliwych) oznaczamy jako {\displaystyle P_{4}.}
- Kreślimy okrąg (lub łuk okręgu) o środku w punkcie {\displaystyle P_{4}} i promieniu {\displaystyle r.} Punkt przecięcia okręgów o środkach {\displaystyle P_{2}} i {\displaystyle P_{4}} różny od punktu {\displaystyle P_{1}} oznaczamy jako {\displaystyle P_{5}.} Punkty {\displaystyle P_{1}} i {\displaystyle P_{5}} wyznaczają symetralną odcinka {\displaystyle {\overline {P_{2}P_{4}}}.}
- Punkt przecięcia {\displaystyle {\overline {P_{1}P_{5}}}} ze styczną do okręgu w punkcie {\displaystyle P_{2}} oznaczamy jako {\displaystyle P_{6}.}
- Na tej prostej (na stycznej {\displaystyle P_{2}P_{6}}) odkładamy 3-krotnie odcinki długości {\displaystyle r} z punktu {\displaystyle P_{6}} w stronę punktu {\displaystyle P_{2},} uzyskując kolejno punkty {\displaystyle P_{7},} {\displaystyle P_{8},} {\displaystyle P_{9}.}
- Odcinek {\displaystyle {\overline {P_{3}P_{9}}}} ma długość w przybliżeniu równą {\displaystyle \pi r}

{\displaystyle |P_{3}P_{9}|=|P_{1}P_{2}|{\sqrt {{\frac {40}{3}}-2{\sqrt {3}}}}\approx 3{,}141\,533\,338\,7\cdot |P_{1}P_{2}|\approx \pi r.}
Odcinek {\displaystyle {\overline {P_{1}P_{5}}}} jest przedłużeniem wysokości trójkąta równobocznego {\displaystyle P_{1}P_{4}P_{2},} co oznacza, że tworzy on kąt 30° z odcinkiem {\displaystyle {\overline {P_{2}P_{3}}}}.

## Oszacowanie błędu względnego
{\displaystyle \left|\pi -{\sqrt {{\frac {40}{3}}-2{\sqrt {3}}}}\right|\approx 0{,}00005\,93148\,847.}
Zatem błąd pojawia się dopiero na piątym miejscu po przecinku. Takie przybliżenie zwykle w praktycznych zastosowaniach jest wystarczające.

## Kwadratura koła oparta na konstrukcji Kochańskiego
Na podstawie konstrukcji Kochańskiego możliwa jest również przybliżona kwadratura koła. Ilustruje to poniższy rysunek.